# Szardara
Szardara (kaz. Шардара ros. Шардара; hist. ros. Чардара, Czardara) – miasto w południowym Kazachstanie, w obwodzie turkiestańskim. Położone jest nad Zbiornikiem Szardarskim. W 2009 roku liczyło 30 573 mieszkańców. 
Miasto powstało podczas budowy Szardarskiej Elektrowni Wodnej w latach 1967–1968. Prawa miejskie uzyskało w 1968 roku. W Szardarze funkcjonuje głównie przemysł mineralny i spożywczy. 